# Georges III d'Iméréthie
Georges III d'Iméréthie (en géorgien : გიორგი III, Giorgi III ; mort en 1639) est un roi d'Iméréthie de la dynastie des Bagratides ayant régné de 1605 à 1639. Son règne est marqué par la guerre du royaume d'Iméréthie de 1623-1658.

## Biographie
Georges III est le fils cadet du roi Constantin III d'Iméréthie. Il succède à son frère Rostom Ier, mort sans héritier en 1605. Georges III effectue en 1621 avec Mamia II Guriéli, prince de Gourie de 1598 à 1627, une ambassade à Moscou afin d'obtenir l'alliance de la Russie.
Son règne est marqué essentiellement par la montée en puissance de Lévan II Dadiani, prince de Mingrélie de 1611 à 1657. Ce dernier soumet la principauté de Gourie et bat plusieurs fois Georges III. Il finit par le faire prisonnier et ne consent à lui rendre sa liberté que contre une rançon considérable. Levan II Dadiani, qui est devenu le véritable maître de la Géorgie occidentale, mène en outre une politique habile entre les Séfévides d'Iran et les Ottomans. Il feint d'être le vassal des Ottomans] mais entretient d'étroites relations avec la Perse. Il donne pour époux à sa sœur Rostom de Karthli, qui s'est converti à l'islam et gouverne la Géorgie orientale pour le compte du Chah.
Georges III survit peu de temps à sa délivrance par Levan II Dadiani ; il meurt en 1639. D'une épouse inconnue, il laisse trois fils :
- Beri, né vers 1603, archevêque de Ghélati sous le nom de Simon Génathal ;
- Alexandre III d'Iméréthie, son successeur ;
- Mamuka (« Mathieu »), capturé en 1647 par Levant II, duc de Mingrélie, et mort en prison en 1654.